# Symphanodes
Symphanodes is een geslacht van spinnen uit de familie bodemjachtspinnen (Gnaphosidae).

## Soorten
De volgende soorten zijn bij het geslacht ingedeeld:
- Symphanodes dianiphus Rainbow, 1916